# João Goulart
João Belchior Marques Goulart (1. března 1918/1919 – 6. prosince 1976) zvaný Jango byl brazilský prezident v letech 1961 až 1964. V roce 1964 byl svržen ve vojenském státním převratu.

## Mládí
Pocházel ze zámožné statkářské rodiny ze státu Rio Grande do Sul. Byl nadějný fotbalista, hrával za Sport Club Internacional, dokud pohlavní choroba neomezila pohyblivost jeho pravé nohy. Vystudoval práva, ale dal přednost práci na rodinné farmě.

## Politická kariéra
Přítelem Goulartova otce byl Getúlio Vargas, který nadaného mladíka uvedl do politiky. João Goulart vstoupil do Vargasovy Brazilské strany pracujících, v roce 1950 byl zvolen poslancem a v letech 1953–1954 působil jako ministr práce. Usiloval o zavedení minimální mzdy a sociálního pojištění. V roce 1956, když byl prezidentem zvolen Juscelino Kubitschek de Oliveira, stal se Goulart viceprezidentem. Tuto funkci zastával i poté, co se Kubitschekovým nástupcem stal Jânio Quadros. V srpnu 1961, když Quadros po konfliktu s parlamentní opozicí abdikoval, stal se Goulart hlavou státu. Aby uklidnil situaci, přistoupil na výrazné omezení svých pravomocí. V roce 1963 však vypsal referendum, které znovu zavedlo prezidentský systém.
Goulartova politika usilovala o vymanění Brazílie z politické a ekonomické závislosti na USA. Snažil se zavést progresivní daně, zahájil nákladnou kampaň na potírání negramotnosti, připravoval pozemkovou reformu, která by část velkostatků předala bezzemkům. Brazilská pravice kritizovala Goulartovu vstřícnost ke komunistům a obávala se, aby se země nevydala cestou Kuby. Krize vyvrcholila v noci z 31. března na 1. dubna, kdy převzala moc armáda. Goulart s rodinou emigroval do Uruguaye, kde založil malé hospodářství. V roce 1973 ho Juan Domingo Perón pozval do Argentiny a marně mu nabízel místo svého poradce. V roce 1976 João Goulart zemřel na svém statku nedaleko města Mercedes: oficiálně na infarkt myokardu, existují však dohady, že ho zavraždila brazilská tajná policie.

## Osobní život
Jeho manželkou byla o 21 let mladší Maria Teresa Fontela Goulartová, která byla pro svou krásu srovnávána s Jackie Kennedyovou.

## Odkaz
Brazilský filmař Sílvio Tendler o něm v roce 1984 natočil životopisný dokument Jango, oceněný na festivalu v Havaně.